# Берт Кундерс
Альберт Жерар «Берт» Кундерс (нід. Albert Gerard «Bert» Koenders; нар. 28 травня 1958, Арнем, Нідерланди) — нідерландський політик і дипломат. Він є членом Партії праці. 17 жовтня 2014 став Міністром закордонних справ Нідерландів.
Кундерс вивчав політологію та міжнародні відносини. Раніше він був членом Палати представників (1997–2007), міністром з розвитку співробітництва (2007–2010), Спеціальним представником Генерального секретаря ООН і глави Операції Організації Об'єднаних Націй в Кот-д'Івуарі (ОООНКІ) (2011–2013), Спеціальним представником Генерального секретаря ООН і керівником багатовимірної комплексної Місії ООН зі стабілізації в Малі (MINUSMA) (2013–2014).